# 차르키

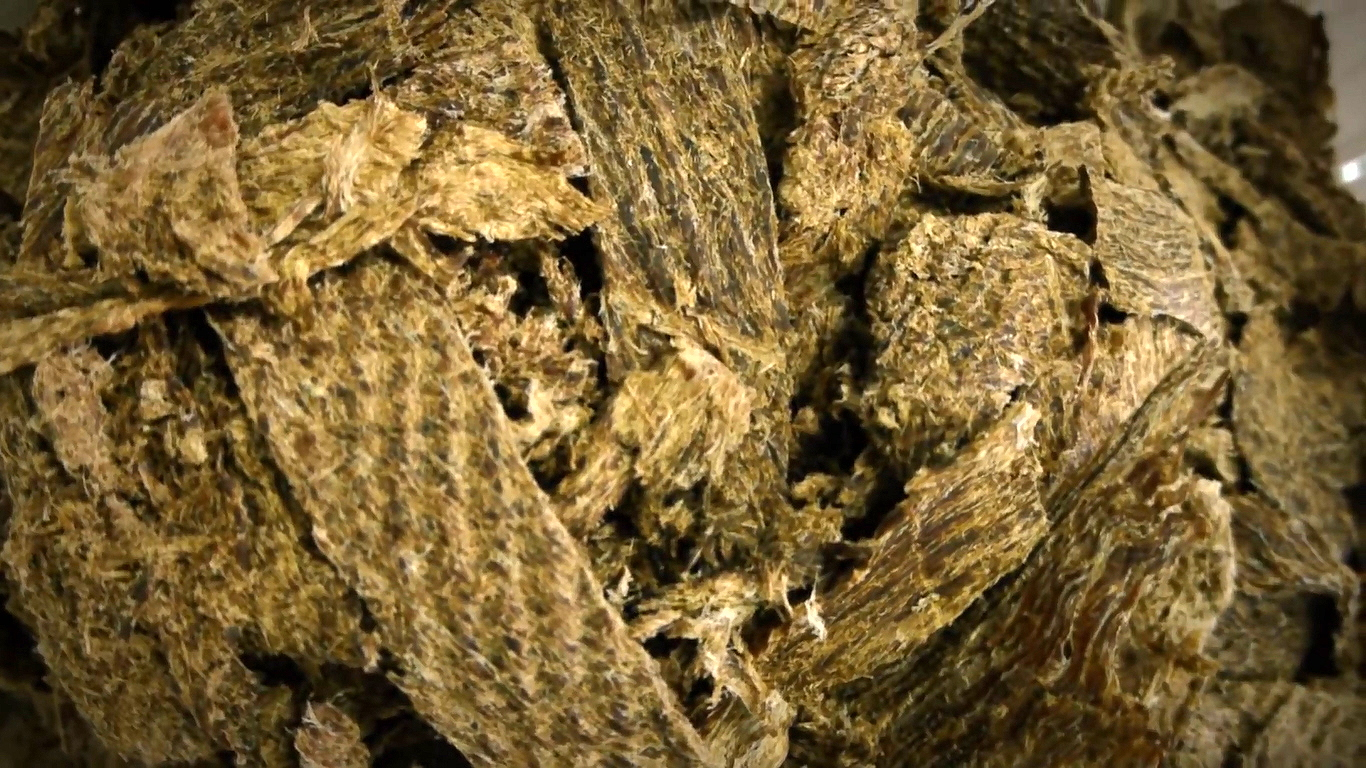
차르키

차르키(케추아어: ch'arki, 스페인어: charqui, 브라질 포르투갈어: charque 샤르키)는 육류를 소금에 절여 말린 식품이다. 남아메리카에서 그 기원을 찾을 수 있으며, 휴대 식품으로 널리 이용되었다.
건조시킨 육류인데다가 염분이 충분했기 때문에 휴대가 간편했으며, 저장 가능한 기간이 상당했다. 그래서 16세기부터 18세기에 이르는 대항해시대에는 장거리 항해를 하는 선원들의 휴대 식품으로 이용되기도 했다. 선원들의 휴대 식품으로 이용된 것에는 차르키(Charqui) 외에도 페미칸(Pemmican), 조니케이크(Jonnycake) 등이 있다.

## 재료
소고기, 라마고기, 소금이 주 재료이다.

## 같이 보기
- 저키